# Unterseeboot 51 (1915)
Pour les autres navires du même nom, voir Unterseeboot 51.
Le SM U-51 est l'un des 329 sous-marins ayant servi dans la Kaiserliche Marine pendant la Première Guerre mondiale. L'U-51 fut engagé dans la guerre de course menée par l'Empire allemand lors de la première bataille de l'Atlantique. Il est torpillé le 14 juillet 1916 par le HMS H5 à l'embouchure de l'Ems.